# Engenho de Dentro
Engenho de Dentro é um bairro da Zona Norte do município do Rio de Janeiro, fica localizado em ponto estratégico já que é vizinho de outros nove bairros do Grande Méier e também da Floresta da Tijuca. O Engenho de Dentro resguarda antigos casarios suburbanos e tradições que resistiram ao tempo. No bairro estão situados os museus do Trem e das Imagens do Inconsciente, além do Estádio Nilton Santos, onde ocorrem os jogos do Botafogo e onde foram realizadas as competições de atletismo e futebol no Pan-Americano de 2007 e as Olimpíadas Rio 2016.
Atravessado pela Linha Amarela, é também cortado pelo Trem da Supervia, sendo dividido nas partes leste e oeste, e tem seus limites demarcados pelos bairros de Abolição, Água Santa, Cachambi, Encantado, Inhaúma, Lins de Vasconcelos, Méier, Pilares e Todos os Santos.
A origem deste bairro do subúrbio carioca remonta à época colonial, durante o século XVIII, quando era parte da Freguesia de Inhaúma, um grande território rural produtor de cana-de-açúcar e café que posteriormente deu origem aos bairros de Del Castilho, Inhaúma, Olaria, Bonsucesso até a Penha. Sua denominação deriva da cultura da cana, assim como os vizinhos Engenho Novo e Engenho da Rainha. Desenvolveu-se, na segunda metade do século XIX, a partir da implantação da antiga Estrada de Ferro Pedro II (atual Estrada de Ferro Central do Brasil). Após a Proclamação da República do Brasil, foi erguido um galpão de pintura de carros que daria origem ao atual Museu do Trem.

## Características

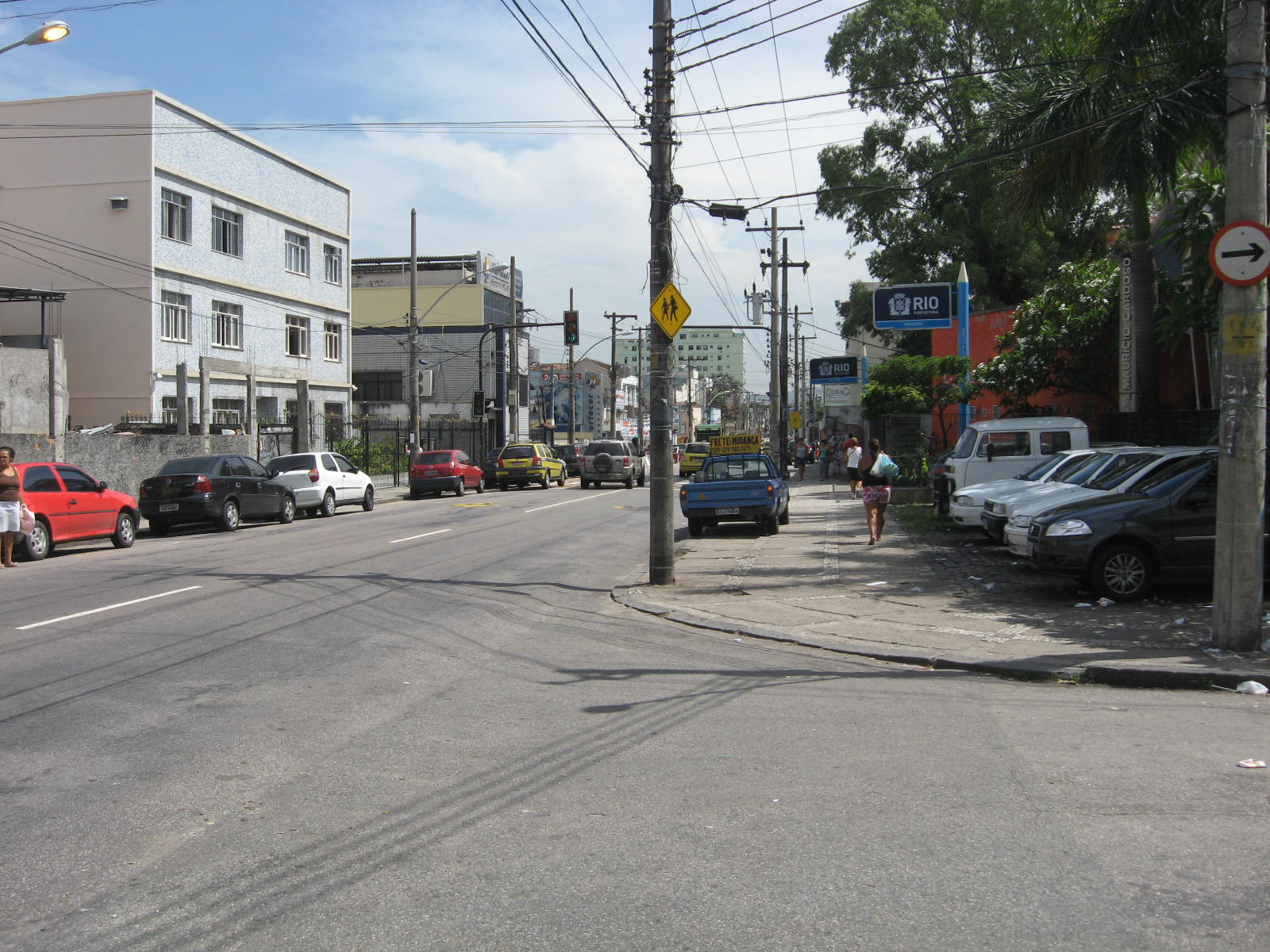
Engenho de Dentro

É um dos bairros que formam a região do Grande Méier. As ruas Adolfo Bergamini e Borja Reis são duas das principais ruas comerciais do bairro sendo que, na primeira,  ocorreu o primeiro desfile das escolas de samba, além de ser sede de uma agremiação tradicional, o GRES  Arranco do Engenho de Dentro, o bairro também abriga a  Botafogo Samba Clube e é o bairro onde se deu a criação do Bloco Chave de ouro, nos anos 1940 e do Loucura Suburbana nos dias de hoje.

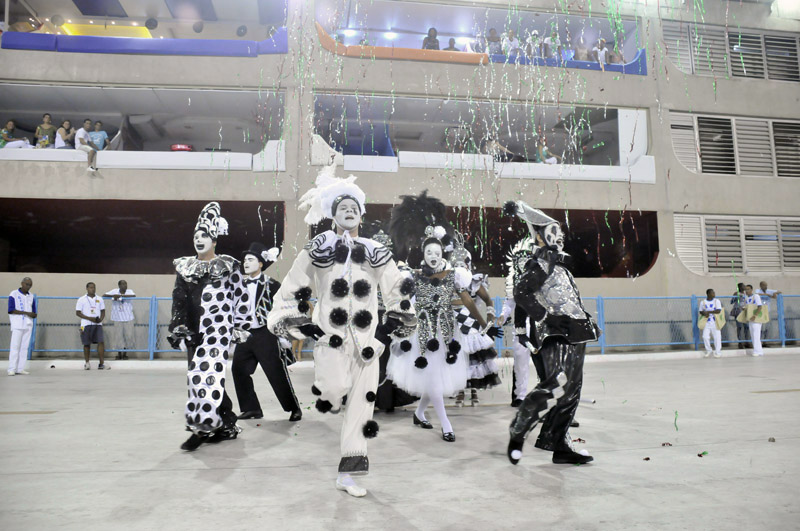
Arranco do Engenho de Dentro

O Engenho de Dentro é provavelmente o bairro mais heterogêneo da região administrativa do Méier. Também possui algumas favelas desde a classe média baixa até alguns casarões e edifícios recentes da classe média alta. Possui um índice de desenvolvimento humano de 0,857, ocupando a posição 48 entre 126 bairros do município analisados. Quanto ao índice de Desenvolvimento Social, o bairro fica na posição 58 entre 158 analisados, com 0,610.
Neste bairro, o Instituto Nacional de Meteorologia (INMET) registrou o maior acumulado de chuva em 24 horas da cidade do Rio de Janeiro, de 349,4 mm em 26 de fevereiro de 1971.

## Infraestrutura e lazer

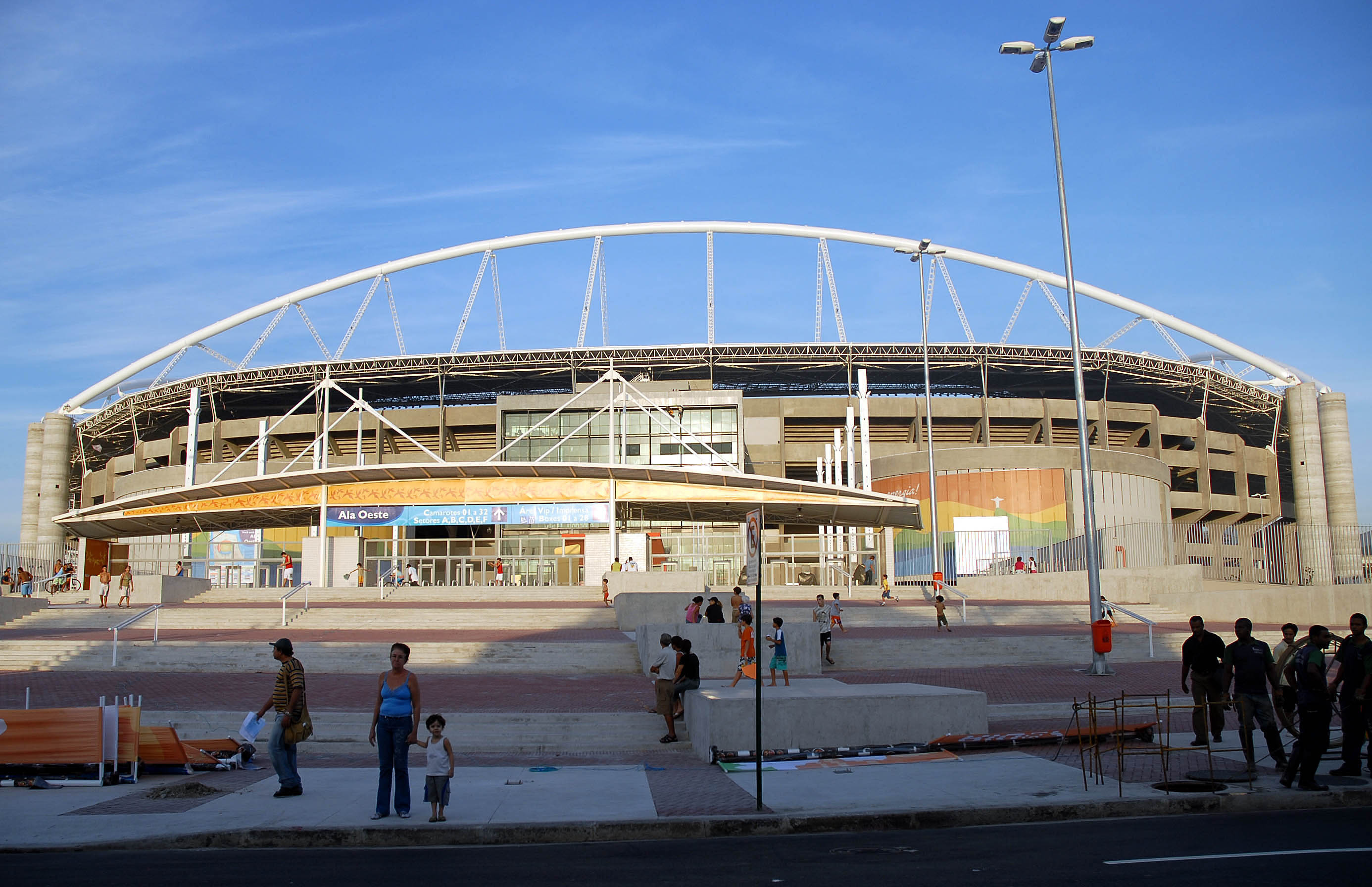
Estádio Nilton Santos (Niltão)

O bairro conta, para o lazer, com o Estádio Nilton Santos, que no entorno possui pista para bicicletas e caminhada que cerca o estádio, também no entorno do Nilton Santos fica a Praça do Trem (Praça Carlos Alberto Torres), onde diversas atividades de esporte e lazer acontecem ao ar livre como danças, lutas, pingue-pongue, skate, futebol, bicicleta e exercícios funcionais. Nos fins de semana, eventos como rodas de samba ou bailes ocorrem no local.  Na mesma Praça do trem fica o Museu cidade olímpica onde há exposição de medalhas olímpicas e visita interativa que conta a história das Olimpíadas.  O Bairro também conta com as praças Rio Grande do Norte, Amambaí e Itapevi. Ao final dos Jogos Pan-Americanos de 2007, a prefeitura cedeu o estádio para o Botafogo de Futebol e Regatas. A função de sede do atletismo se repetiu nos Jogos Olímpicos de Verão de 2016. 

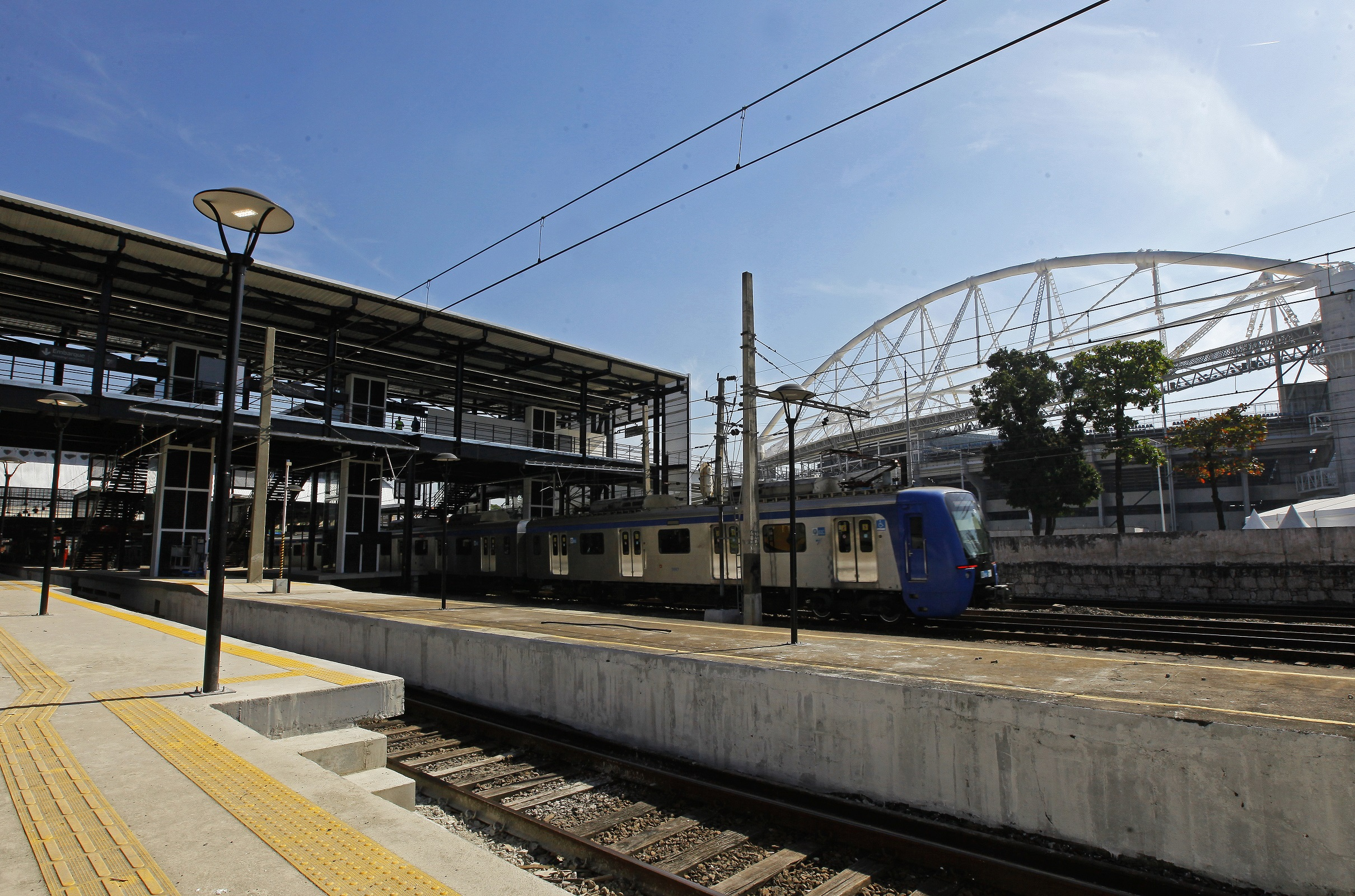
Estação de trem do Engenho de Dentro

Nas proximidades, o bairro conta com o Norte Shopping. Além do Museu do Trem, o bairro também conta com o Museu de Imagens do Inconsciente, localizado no Instituto Nise da Silveira. Foi no Engenho de Dentro que foi inaugurado, em 1994, o primeiro Manuel & Juaquim da cidade, famoso bar de inspiração portuguesa, na Rua Pernambuco.
Conta com importantes unidades de saúde, tanto públicas como particulares. Dentre as unidades privadas, despontam os hospitais NorteCor e Memorial Fuad Chidid. As unidades públicas de importância são o Hospital Psiquiátrico e a Unidade de Pronto Atendimento 24h–UPA (ambos localizados no complexo do Instituto Nise da Silveira) e o Centro de Saúde Milton Fontes Magarão. O Teatro SESC Engenho de Dentro, foi a primeira unidade SESC a ser inaugurada no estado do Rio de Janeiro, em 1947. Com ações nas áreas de cultura, educação social, esporte, lazer, saúde e turismo social, visa desenvolver as potencialidades do ser humano, contribuindo para a formação e desenvolvimento da cidadania e a promoção do bem-estar social.

## Localização
Situado na Zona Norte, o Engenho de Dentro conta com estação de trem própria, reformada para as olimpíadas Rio 2016. A partir da Zona Sul, Centro, Tijuca ou Barra, o passageiro deve-se dirigir à estação de metrô e trem da Central do Brasil, onde há linhas de trem diretas para o bairro. Os passageiros vão da Central do Brasil ao Engenho de Dentro em 25 minutos através das linhas Japeri, Deodoro ou Santa Cruz, saltando obrigatoriamente na estação Estação Olímpica de Engenho de Dentro. Para deixar o bairro em direção ao Centro, Zona Sul, Tijuca ou Barra, o passageiro deve ir em direção à Praça do Trem e acessar a Estação Engenho de Dentro, pegando o trem em direção à Central do Brasil.

Localização do Engenho de Dentro na Linha do Trem

## Pontos de interesse
Os seguintes pontos de interesse situam-se no Engenho de Dentro e arredores:
- Estádio Olímpico Nilton Santos (Engenhão)
- Praça do Trem
- Estação Olímpica de Engenho de Dentro
- Museu de Imagens do Inconsciente
- Museu Cidade Olímpica (Nave do conhecimento)
- G.R.E.S Arranco do Engenho de Dentro
- Bosque Dona Ivone Lara
- Teatro SESC Engenho de Dentro
- Hospital Memorial Fuad Chidid
- Escola Municipal Bolívar
- Centro cultural João Nogueira
- Feira do Engenho de Dentro
- Praça Amambaí
- Igreja Nossa Senhora da Conceição e São José
- Teatro Miguel Falabella